# Rhagium fasciculatum
Rhagium fasciculatum är en skalbaggsart som beskrevs av Franz Faldermann 1837. Rhagium fasciculatum ingår i släktet Rhagium och familjen långhorningar.
Artens utbredningsområde är Iran. Inga underarter finns listade i Catalogue of Life.